# Парламентские выборы в Казахстане (2004)
Выборы в мажилис прошли 19 сентября 2004 года. Выборы прошли по смешанной системе. Кандидатами в депутаты Мажилиса Парламента баллотировались 513 человек. Выборы проведены в 67 избирательных округах. В выборах принимали участие 12 политических партий, из них 4 — в составе двух избирательных блоков. В выборах не участвовал Булат Абилов «Отан» (Отчизна), фактически получила 67,5 % мест в Мажилисе (затем идут блок АИСТ — 18,2 %, партия «Асар» — 5,2 %, партия «Ак жол» — 2,6 %, Демпартия — 1,3 %; 5,2 % мест получили самовыдвиженцы). Вице-президент парламентской Ассамблеи ОБСЕ Игорь Осташ заявил: «Во многих отношениях парламентские выборы в Казахстане не соответствуют стандартам ОБСЕ и Совета Европы о проведении демократических выборов».
Выборы 19 сентября и 3 октября 2004 в Мажилис результаты
| Партии и блоки | Голосов | %    | Мест |
| --- | ------- | ---- | ---- |
| Отан |         | 60.6 | 42   |
| Акжол |         | 12.0 | 1    |
| Асар |         | 11.4 | 4    |
| Аграрно-индустриальный союз трудящихся, блок из - АПК (Qazaqstan Agrarlyk Partiyasi) - ГПК (Qazaqstan Azamattlyk Partiyasi)                                                              |         | 7.1  | 11   |
| Оппозиционный союз Коммунистов и ДВК, вкл - Коммунистическая партия Казахстана (Qazaqstan Kommunistik Partiyasi) - Демократический выбор Казахстана (Qazaqstannyn Demokratiyalyk Tandau) |         | 3.4  | -    |
| КНПК |         | 2.0  | -    |
| Социал-демократическая партия "Ауыл" (Auyl Sotsial-Demokratiyalyk Partiyasi) |         | 1.7  | -    |
| Демократическая партия Казахстана (Demokratiyalyk Partiyasi) |         | 0.8  | 1    |
| Партия патриотов Казахстана |         | 0.6  | -    |
| Руханият |         | 0.4  | -    |
| Беспартийные | -       | .    | 18   |
| Всего (явка %) |         |      | 77   |